# Liriope muscari
Liriope muscari är en sparrisväxtart som först beskrevs av Joseph Decaisne, och fick sitt nu gällande namn av Liberty Hyde Bailey. Liriope muscari ingår i släktet Liriope och familjen sparrisväxter. Inga underarter finns listade i Catalogue of Life.

## Bildgalleri

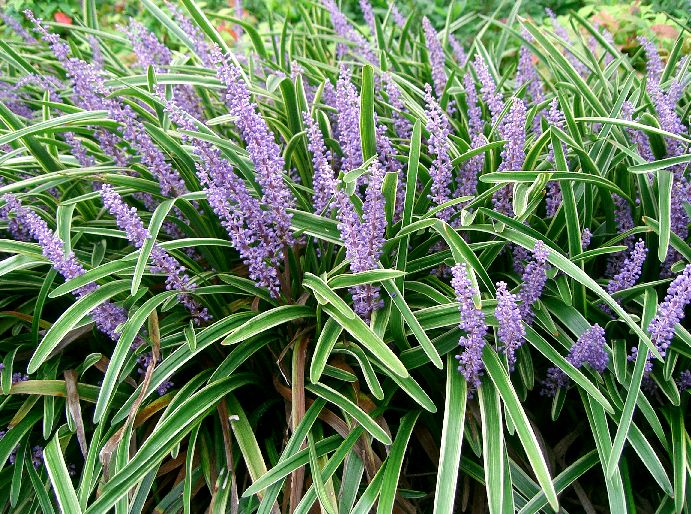
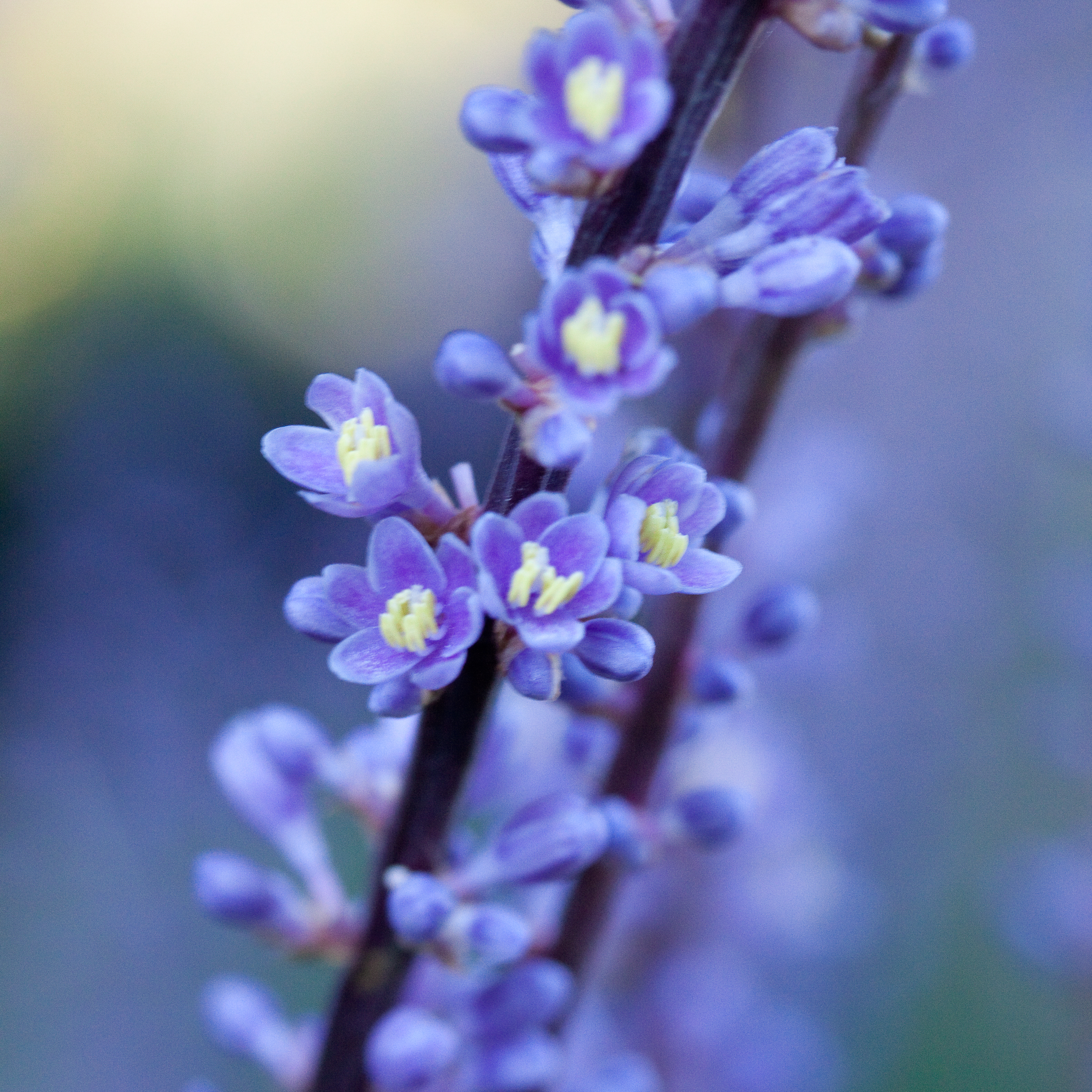
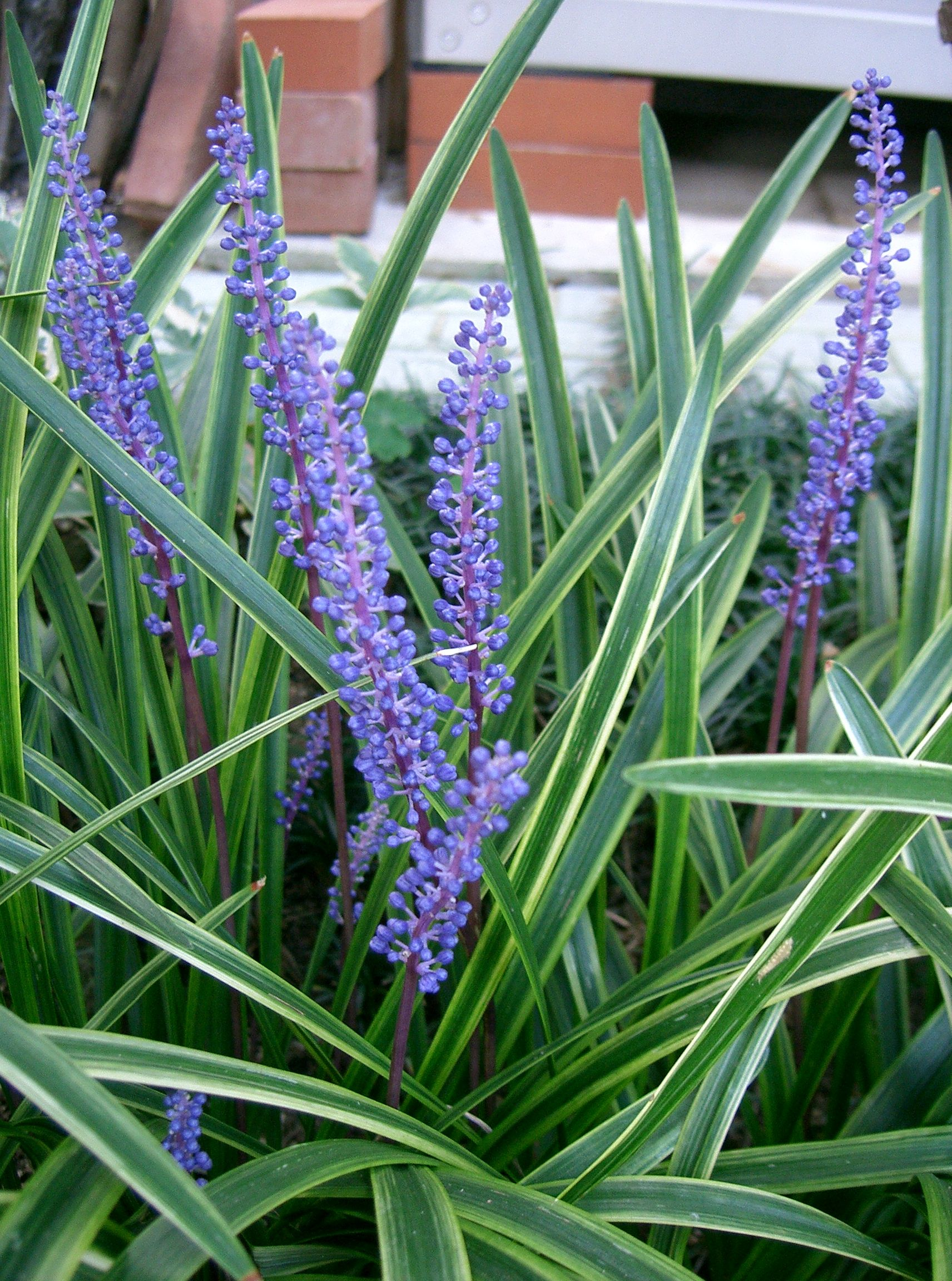
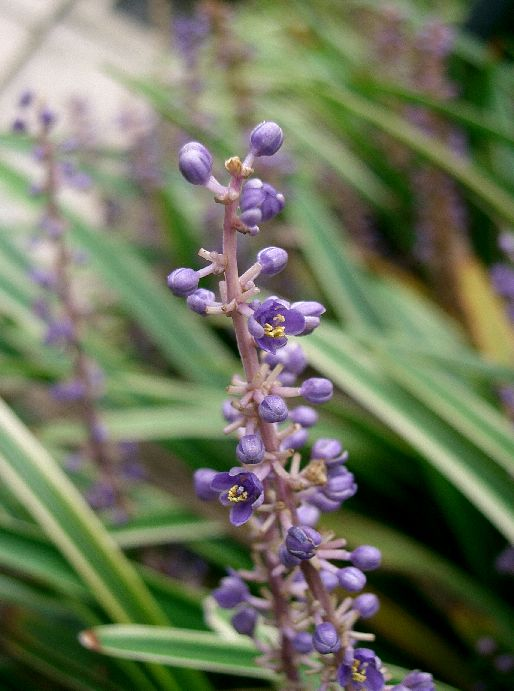
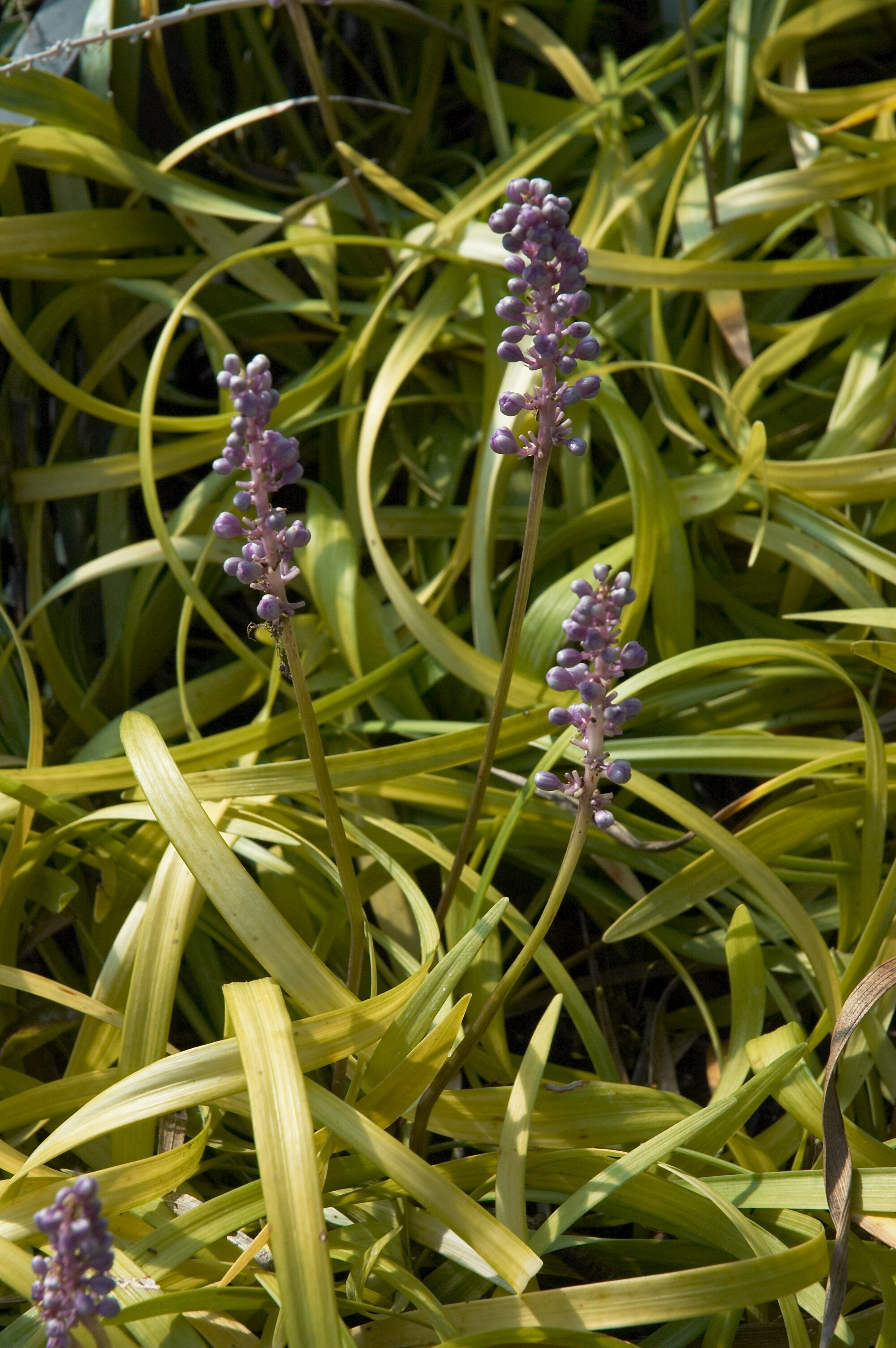
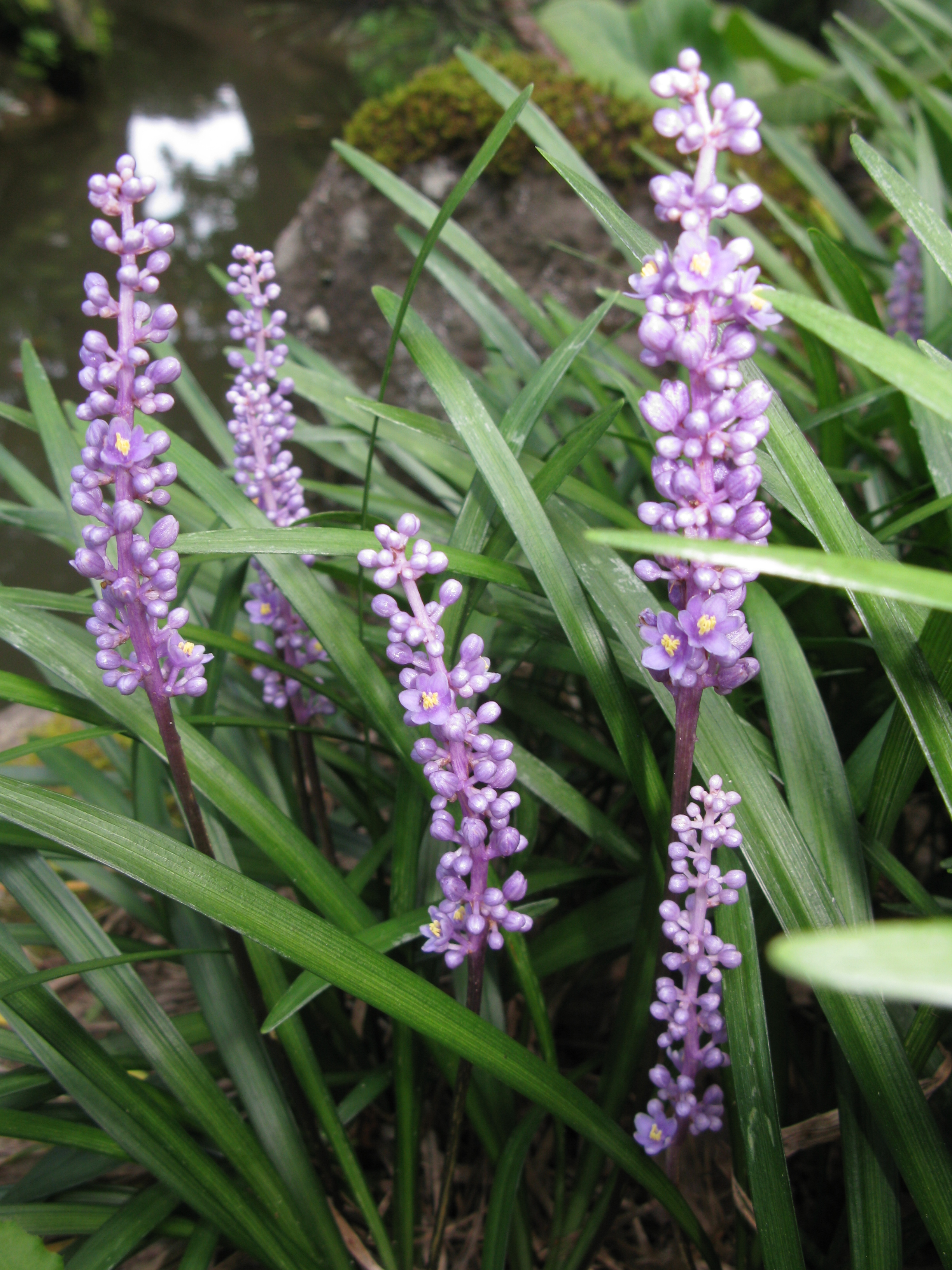